# Carpathonesticus
Carpathonesticus — род пауков из семейства нестицид (Nesticidae). Впервые был описан в 1980 году. Включает 21 вид. Представители рода распространены в Восточной и Южной Европе (главным образом в Румынии, также встречаются в России, Боснии и Герцеговине, на Украине), Турции и Грузии.

## Виды
Род включает 21 вид:
- Carpathonesticus avrigensis Weiss & Heimer, 1982 — Румыния
- Carpathonesticus biroi (Kulczyński, 1895) — Румыния
- Carpathonesticus birsteini (Charitonov, 1947) — Россия, Грузия
- Carpathonesticus borutzkyi (Reimoser, 1930) — Турция, Грузия, Украина
- Carpathonesticus caucasicus (Charitonov, 1947) — Грузия
- Carpathonesticus cibiniensis (Weiss, 1981) — Румыния
- Carpathonesticus eriashvilii Marusik, 1987 — Грузия
- Carpathonesticus fodinarum (Kulczyński, 1894) — Румыния
- Carpathonesticus galotshkae Evtushenko, 1993 — Украина
- Carpathonesticus hungaricus (Chyzer, 1894) — Румыния
- Carpathonesticus ljovuschkini (Pichka, 1965) — Россия
- Carpathonesticus lotriensis Weiss, 1983 — Румыния
- Carpathonesticus mamajevae Marusik, 1987 — Грузия
- Carpathonesticus orolesi Nae, 2013 — Румыния
- Carpathonesticus paraavrigensis Weiss & Heimer, 1982 — Румыния
- Carpathonesticus parvus (Kulczyński, 1914) — Босния и Герцеговина
- Carpathonesticus puteorum (Kulczyński, 1894) — Румыния
- Carpathonesticus racovitzai (Dumitrescu, 1980) — Румыния
- Carpathonesticus simoni (Fage, 1931) — Румыния
- Carpathonesticus spelaeus (Szombathy, 1917) — Румыния
- Carpathonesticus zaitzevi (Charitonov, 1939) — Грузия